# Mario Sciacqua
Mario Alfredo Sciacqua (Berabevú, 30 agosto 1970) è un allenatore di calcio, dirigente sportivo ed ex calciatore argentino, di ruolo attaccante.